# أدريان أنتوني سبيرز
أدريان أنتوني سبيرز (بالإنجليزية: Adrian Anthony Spears)‏ (و. 1910 – 1991 م) هو محام، وقاضي من الولايات المتحدة الأمريكية ولد في دارلينغتون.